# Eremiolirion amboense
Eremiolirion amboense (Schinz) J.C.Manning & Mannh. – gatunek roślin należący do monootypowego rodzaju Eremiolirion J.C.Manning & F.Forest z rodziny Tecophilaeaceae, występujący endemicznie w wyżej położonych częściach środkowo-zachodniej i północno-zachodniej Namibii, wzdłuż lepiej nawodnionej, zachodniej krawędzi uskoku od zachodu od miasta Mariental na południu do Kaokoland na północy, oraz w południowo-zachodniej Angoli w pobliżu jeziora Arco. W Namibii bulwocebule tej rośliny są spożywane przez lokalne plemiona buszmenów.
Nazwa naukowa rodzaju pochodzi od greckich słów: έρημος (erimos – pustynia) oraz λυρίων (lirion – lilia).

## Morfologia
PokrójRośliny zielne o wysokości od 6 do 25 cm.
PędKilka podziemnych bulwocebul o średnicy do 3 cm, pokrytych tuniką składającą się z gęstych, jasnych, białawo-brązowych, twardych i skórzastych włókien.
LiścieDwa odziomkowe, niemal wzniesione, wąskolancetowate, o rozmiarach (10–)15 – 25 × (8–)10 – 20 mm. Blaszki liściowe skórzaste, sztyletowato zakończone, o brzegach wygiętych do góry.
KwiatDo 30 promienistych kwiatów zebranych w wiechowatą wierzchotkę z od 1 (3) do 7 odgałęzień. Szypułki o długości 15 – 25 mm, wydłużające się lekko i prostujące w czasie owocowania rośliny, osiągając długość 20 – 40 mm. Kwiaty zwisające, dzwonkowate, biało-różowe lub bordowe odosiowo u nasady zewnętrznych listków okwiatu, pachnące. Rurka okwiatu o długości ± 4 mm, kształtująca pierścień powyżej zalążni o długości 0,5 – 1,0 mm. Zewnętrzne listki okwiatu rozwarte od nasady, podługowate, o wymiarach 15 – 20 × 5 – 7 mm, zwężone, na brzegach zwinięte w dół. Wewnętrzne listki rozwijające się od połowy swojej długości, jajowate, o wymiarach 13 – 18 × 7 – 10 mm, lekko kapturkowato zakończone. Pręciki monomorficzne, nitki lekko zwężające się, o długości ± 0,25 mm, pylniki wąskolancetowate, o długości 9 – 10 mm, żółte, pękające przez podłużne otworki wierzchołkowe. Zalążnia w pół dolna, z ± 6 zalążkami w każdej komorze. Szyjka słupka o długości 10 – 12 mm, wystająca krótko ponad pylniki, biała.
OwoceJajowate do kulistych torebki, o wymiarach 10 – 12 × 8 – 12 mm. Nasiona elipsoidalno-gruszkowate, o wymiarach 4.0 – 4.5 × 3.0 – 3.5 mm, czarnobrązowe.

## Biologia
Wieloletnie geofity cebulowe. Gatunek zwykle występuje w skupiskach liczących wiele osobników, na glebach piaszczysto-gliniastych lub ciężkich glebach gliniastych, zwłaszcza w miejscach kamienistych lub żwirowych. Uśpione bulwocebule rozwijają się jedynie po silnych letnich deszczach. Kwitną od lutego do marca, rzadziej od połowy stycznia i do początku kwietnia, zależy to od terminu opadów. W latach suchych, kiedy opady deszczu są poniżej średniej rocznej kwitną słabo lub w ogóle. Kwiaty zamykają się w nocy ok. 21:00 i otwierają się ponownie rano ok. 09:00. Są pachnące w ciągu dnia, początkowo zapach przypomina jaśmin, ale później pachną nieświeżym moczem. Zapylane są przez pszczoły i sporadycznie ćmy. W latach, kiedy deszcze są nieregularne, rośliny są chętnie zjadane przez migrujące na tereny ich siedlisk stada zebr i skoczników antylopich.

## Systematyka
Gatunek należący do monotypowego rodzaju Eremiolirion Brummit w rodzinie Tecophilaeaceae.